# Atlántida (Uruguay)
Pour les articles homonymes, voir Atlántida.
Atlántida est une ville, siège d'une municipalité et la troisième station balnéaire en importance de l'Uruguay, située dans le département de Canelones faisant partie de l'Aire métropolitaine de Montevideo. Grande station touristique de la  Costa de Oro, elle est desservie par la Route inter-balnéaire, connue localement sous le sigle de IB, artère autoroutière majeure qui longe les stations balnéaires  de la côte Atlantique de l'Uruguay dont les célèbres stations de Punta del Este et de Piriápolis. 
En 2011, sa population s'élevait à 9 562 habitants.

## Historique
La ville fut fondée en 1911.

## Population
Sa population est de 5 562 habitants environ (2011).
| Année | Population |
| ----- | ---------- |
| 1963  | 1 562      |
| 1975  | 2 268      |
| 1985  | 2 764      |
| 1996  | 3 989      |
| 2004  | 4 580      |
| 2011  | 9 562      |

Référence,:

## Gouvernement
Le maire (alcalde) de la ville est Walter González (Front large).

## Galerie

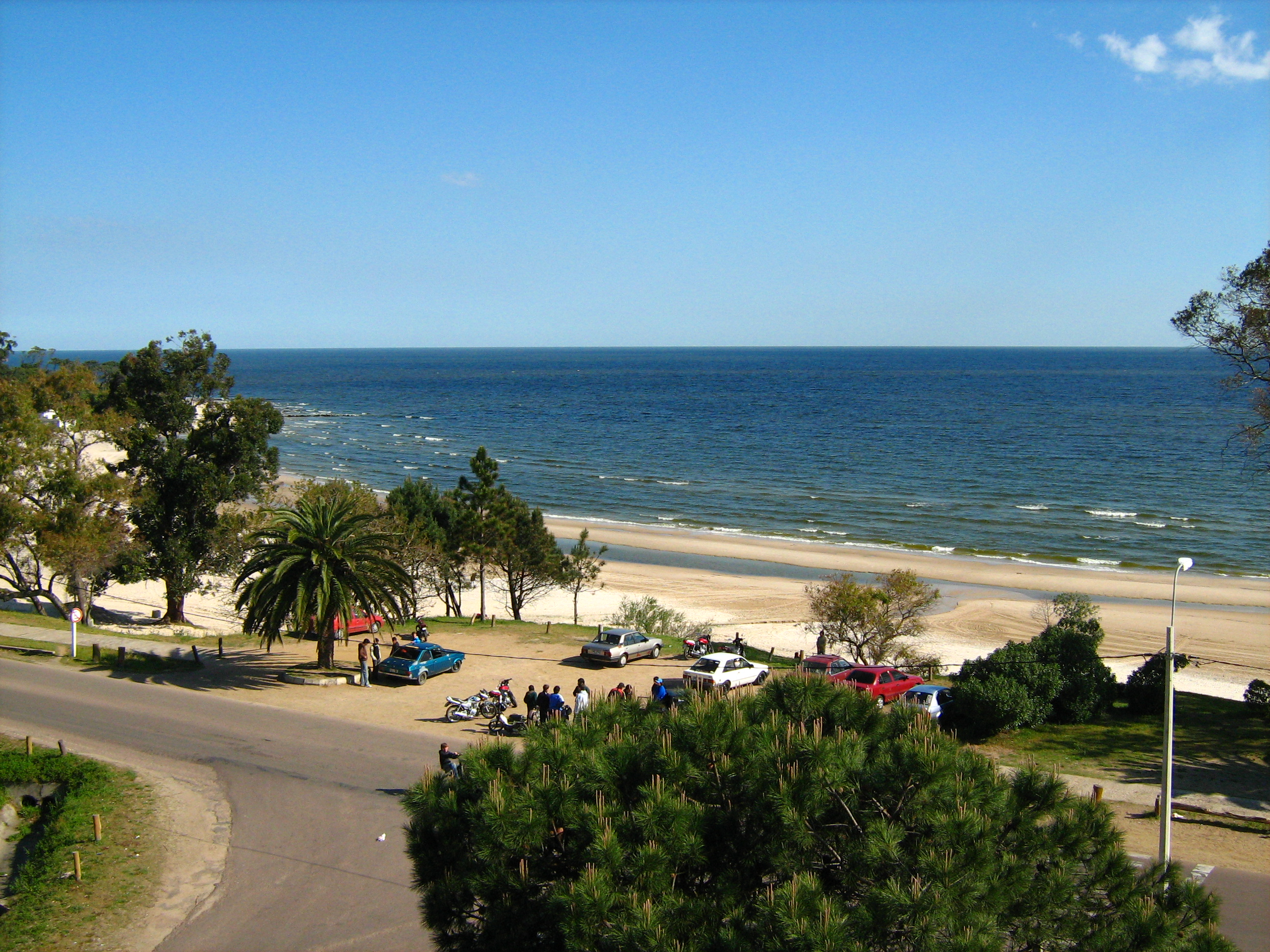
Vue sur le Río de la Plata et la plage Mansa depuis la résidence El Planeta à Atlántida.
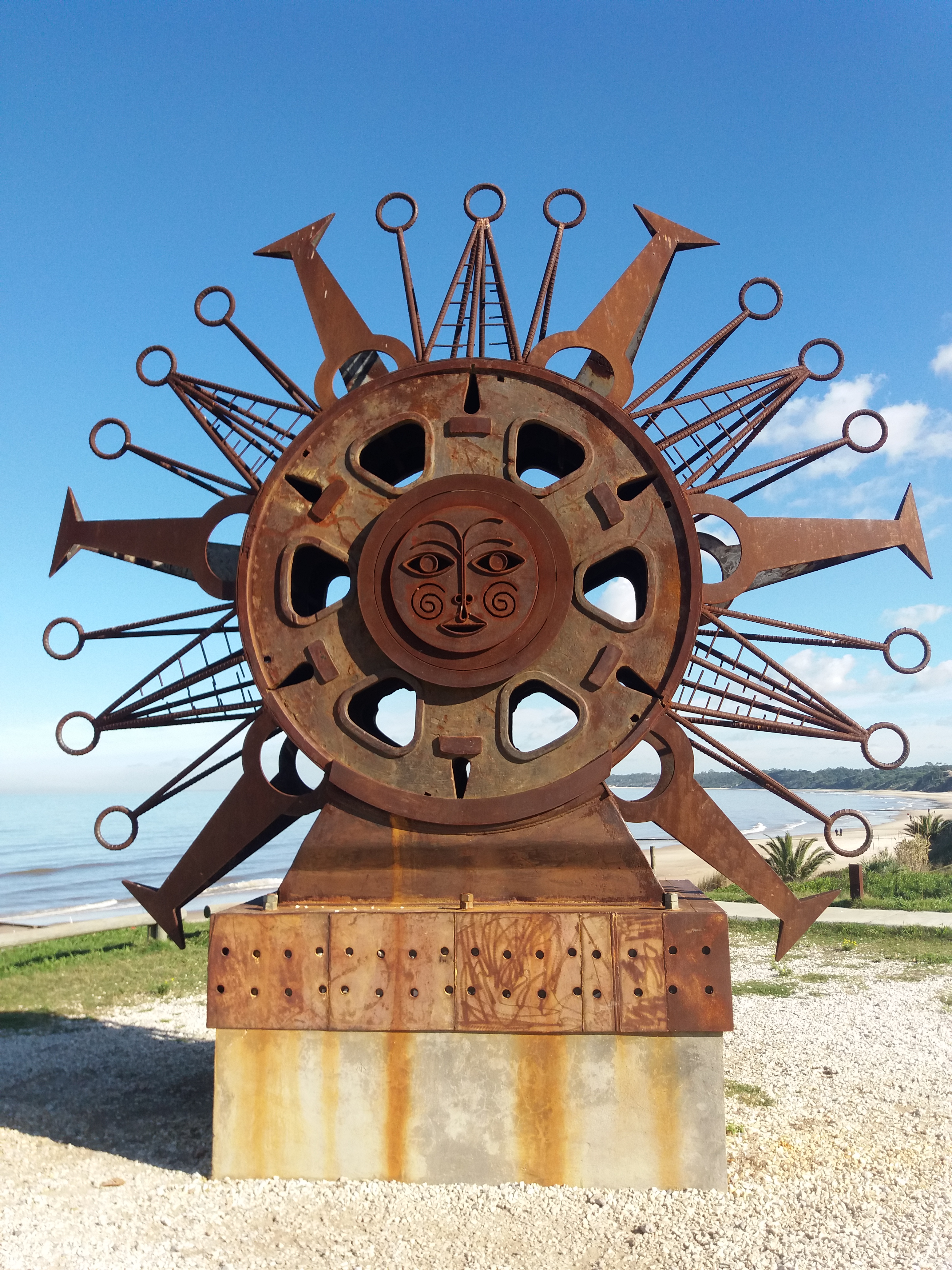
Un sol para Atlántida, sculpture de l'artiste uruguayenne Agó Páez Vilaró, à Atlántida[7].